# A92-es autópálya (Németország)
Az A92-es autópálya (németül: Bundesautobahn 92) egy autópálya Németországban. Hossza 134 km.